# 橙红茑萝
橙红茑萝（学名：[Ipomoea coccinea] 错误：{{Lang}}：文本有斜体标记（帮助））为旋花科番薯属的植物。分布于南美洲以及中国大陆的湖北、河北、江苏、陕西、福建、云南等地，目前已由人工引种栽培。

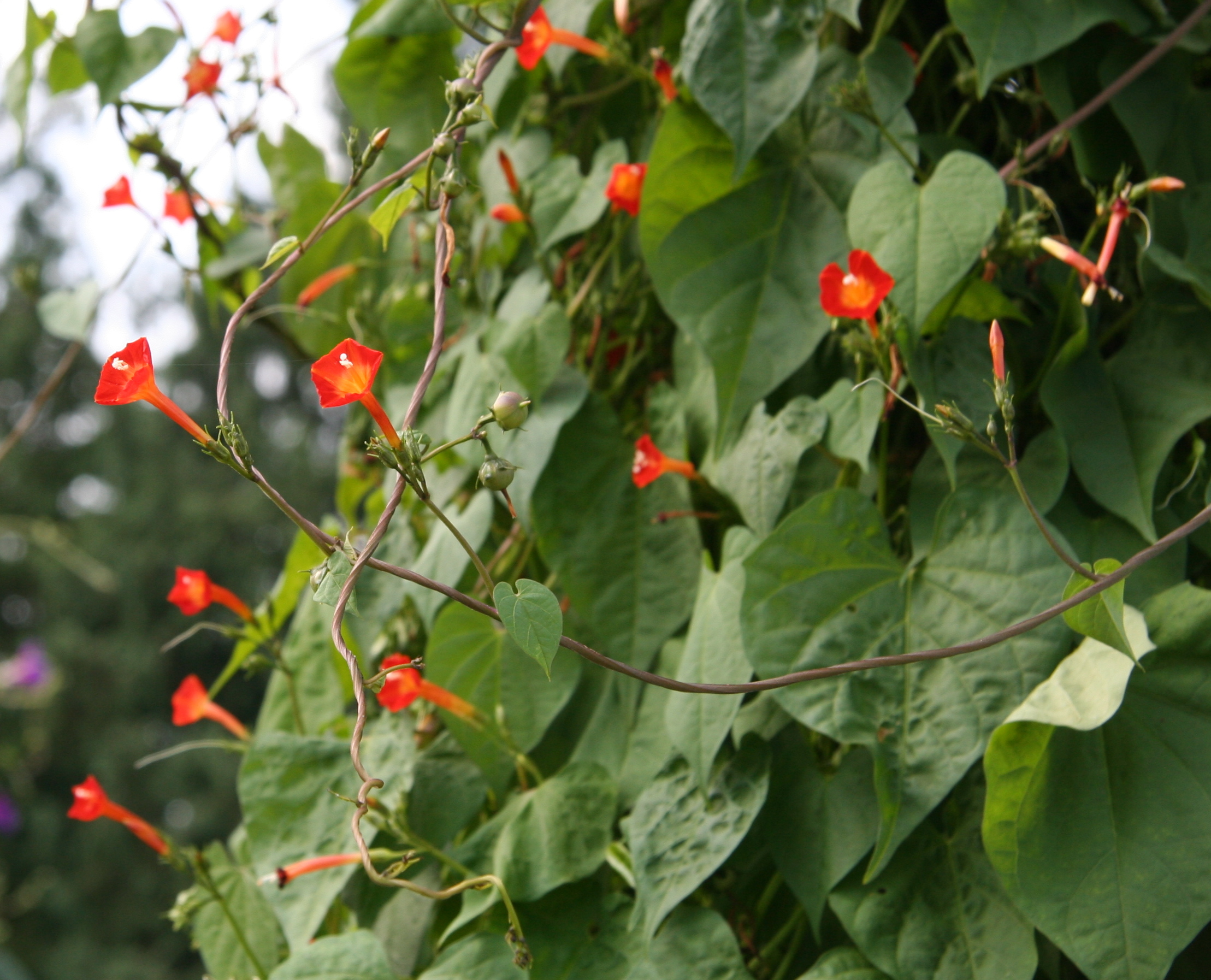

## 别名
圆叶茑萝（植物学大辞典）